# Distrito electoral federal 6 de Guanajuato
El VI Distrito Electoral Federal de Guanajuato es uno de los 300 Distritos Electorales en los que se encuentra dividido el territorio de México para la elección de diputados federales y uno de los 15 en los que se divide el estado de Guanajuato. Su cabecera es la ciudad de León.
Desde la distritación de 2005, el VI Distrito Electoral de Guanajuato está conformado por el sector sur del municipio de León, siendo uno de los tres distritos en que se divide el municipio y cubre un tercio de la ciudad de León, principalmente la zona sur.

## Distritaciones anteriores

### Distritación 1996 - 2005
Entre 1996 y 2005 el Sexto Distrito ocupaba el tercio sureste del municipio de León.

## Diputados por el distrito
| Diputado                        | Grupo parlamentario | Legislatura                | Periodo     |
| ------------------------------- | ------------------- | -------------------------- | ----------- |
| Toribio Esquivel                |                     | III                        | 1863 - 1865 |
| Agustin Siliceo                 |                     | IV                         | 1867 - 1868 |
| Vacante                         | Vacante             | V VI                       | 1869 - 1873 |
| Antonio Arnaiz                  |                     | VII                        | 1873 - 1875 |
| Apolonio Angulo                 |                     | VIII                       | 1875 - 1878 |
| Ponciano Liceaga                |                     | IX                         | 1878 - 1880 |
| Rafael Paul                     |                     | X                          | 1880 - 1882 |
| Luis Robles Rocha               |                     | XI                         | 1882 - 1884 |
| Diego de A. Berea               |                     | XII                        | 1884 - 1886 |
| Rafael Pérez Gallardo           |                     | XIII                       | 1886 - 1888 |
| Enrique G. Mackintosh           |                     | XIV                        | 1888 - 1890 |
| Francisco G. Cosmes             |                     | XV XVI                     | 1890 - 1894 |
| Francisco de Paula Gochicoa     |                     | XVII XVIII                 | 1894 - 1898 |
| Julio López Masse               |                     | XIX XX XXI                 | 1898 - 1904 |
| Jesús Morales                   |                     | XXII                       | 1904 - 1906 |
| Vacante                         | Vacante             | XXIII                      | 1906 - 1908 |
| Jesús Morales                   |                     | XXIV                       | 1908 - 1910 |
| Santiago Sierra                 |                     | XXV                        | 1910 - 1912 |
| ND                              |                     | XXVI                       | 1912 - 1913 |
| José Villaseñor Lomelí          | PLN                 | Constituyente XXVII XXVIII | 1916 - 1920 |
| Francisco Soto                  |                     | XXIX                       | 1920 - 1922 |
| Ezequiel Ríos Landeros          |                     | XXX                        | 1920 - 1924 |
| Juan G. Abascal                 |                     | XXXI                       | 1924 - 1926 |
| Salvador Villaseñor             |                     | XXXII                      | 1926 - 1928 |
| Ramón Velarde                   |                     | XXXIII                     | 1928 - 1930 |
| Adolfo Vallejo Gómez            |                     | XXXIV                      | 1930 - 1931 |
| José Escutia Rosiles            | 1931 - 1932         | XXXIV                      |             |
| Ernesto Martínez Macías         |                     | XXXV                       | 1932 - 1934 |
| Manuel Balderas                 |                     | XXXVI                      | 1934 - 1937 |
| Manuel L. Farías                |                     | XXXVII                     | 1937 - 1940 |
| Rafael Otero y Gama             |                     | XXXVIII                    | 1940 - 1943 |
| Francisco García Carranza       |                     | XXXIX                      | 1943 - 1946 |
| Vacante                         | Vacante             | XL                         | 1946 - 1949 |
| Jesús Yáñez Maya                |                     | XLI                        | 1949 - 1952 |
| Vicente Muñoz Castro            |                     | XLII                       | 1952 - 1955 |
| José López Bermúdez             |                     | XLIII                      | 1955 - 1958 |
| Vicente Salgado Páez            |                     | XLIV                       | 1958 - 1961 |
| Juan Pérez Vela Muñoz           |                     | XLV                        | 1961 - 1964 |
| Luis H. Ducoing Gamba           |                     | XLVI                       | 1964 - 1967 |
| Adolfo Meza Arredondo           |                     | XLVII                      | 1967 - 1970 |
| Juan J. Varela Mayorga          |                     | XLVIII                     | 1970 - 1973 |
| Gilberto Muñoz Mosqueda         |                     | XLIX                       | 1973 - 1976 |
| Alfredo Carrillo Juárez         |                     | L                          | 1976 - 1979 |
| Gilberto Muñoz Mosqueda         |                     | LI                         | 1979 - 1982 |
| Javier Martínez Aguilera        |                     | LII                        | 1982 - 1985 |
| Alberto Fabián Carrillo Flores  |                     | LIII                       | 1985 - 1988 |
| Gilberto Muñoz Mosqueda         |                     | LIV                        | 1988 - 1991 |
| Ernesto Botello Martínez        |                     | LV                         | 1991 - 1994 |
| Fernando Pacheco Martínez       |                     | LVI                        | 1994 - 1997 |
| Arturo Saiz Calderón García     |                     | LVII                       | 1997 - 2000 |
| Joel Vilches Mares              |                     | LVIII                      | 2000 - 2003 |
| Salvador Márquez Lozornio       |                     | LIX                        | 2003 - 2006 |
| Adriana Rodríguez Vizcarra      |                     | LX                         | 2006 - 2009 |
| Jaime Oliva Ramírez             |                     | LXI                        | 2009 - 2012 |
| Rosa Elba Pérez Hernández       |                     | LXII                       | 2012 - 2015 |
| Alejandra Gutiérrez Campos      |                     | LXIII                      | 2015 - 2018 |
| María del Pilar Ortega Martínez |                     | LXIV                       | 2018 - 2021 |
| Ana María Esquivel Arrona       |                     | LXV                        | 2021 - 2023 |
| Alma Cristina Rodríguez Vallejo |                     | LXV                        | 2023 -      |

## Elecciones de 2009
|  | Partido Acción Nacional                       |  | Jaime Oliva Ramírez                 |
|  | Partido Revolucionario Institucional          |  | Martín Eugenio Ortiz García         |
|  | Partido de la Revolución Democrática          |  | Laura Liliana Yebra Coronado        |
|  | Coalición Salvemos a México (PT-Convergencia) |  | Juan Carlos Yebra Coronado          |
|  | Partido Verde Ecologista de México            |  | Norma Elena Nolasco Acosta          |
|  | Partido Nueva Alianza                         |  | Abraham Jacobo Villanueva Hernández |
|  | Partido Socialdemócrata                       |  | Martha Janet Sandoval Ascencio      |